# شعر الشقر
شعر الشقر أو فن الشقر أحد الفنون الشعرية في الشعر العربي.

## شعر الشقر

### تعريفه
فن شعر الشقر هو أحد فنون الشعر العربي والذي يرى أن أبياته لها خصوصية فنية، ولغوية وثقافية، تختلف عن الفنون الأخرى. فخصوصية (الشقر) من السمات التي يتميز بها هذا الفن حتى سمي به أما مصطلح (الشقر) فهو كلمة عامية تطلق على شعر العرضة الجنوبية، وتطلق عند تشابه لفظين في النطق واختلافهما في المعنى، وهو المحسن اللفظي ( الجناس) بنوعيه التام والناقص، والجناس حلية لفظية تكسب الشعر جرساً عذباً وممتعاً وإيقاعاً جميلاً، وهو ليس بغريب على قواعد الشعر منذ الإرهاصات الأولية لفن الشعر.

### المعنى
مصطلح ( الشقر) يطلقه البعض على شعر العرضة الجنوبية بحكم تفرد شعر العرضة بهذه الصفة، ولعل أصل هذه اللفظة يعود إلى شقر فصل الشيء إلى قسمين. وفي شعر العرضة «يشقر» شاعر الرد معنى كلمات أواخر الأبيات إلى معنى آخر غير الذي أراده الشاعر الأول. وقد يصبح الشقر ( شقراً) كاملاً (تاماً)، أو ناقصاً، أو بدمج كلمتين في كلمة واحدة، أو بفصل كلمة واحدة إلى كلمتين، وهذا طبعاً يعتمد على إمكانيات الشاعر اللغوية والمعرفية والشعرية. و( الشقر التام) هو ما اتفق فيه اللفظان في أمور أربعة هي نوع الحروف، وشكلها، وعددها، وترتيبها.

### نوعية شعر الشقر
من شعر الشقر في منطقة الباحة، القصائد التعجيزية وهي مثيرة للدهشة وتجلب المتعة للمتلقي أثناء فك رموزها وتأمل معانيها، والانبهار بإبداع الشعراء على صناعة الجناس وتوظيف المفردات في أكثر من بدع ورد على جميع كلمات القصيد الواردة في النص الشعري وليس لقافية واحدة، وذلك التحدي بين الشعراء يُظهِرء الأقوى منهم وكذلك من يثبت عجزه على استخدام الجناس وشقر جميع الكلمات والقوافي بحيث يستمر الجناس مع عدم تكرار المعنى باستخدام نفس الكلمات دون تغيير.

## ألحان شعر الشقر

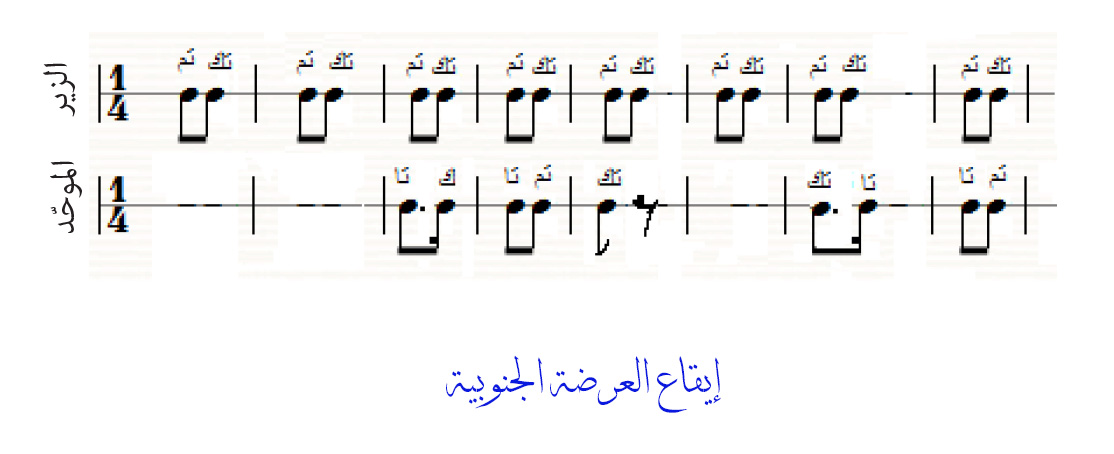
إيقاع العرضة الجنوبية

- العرضة
- المجالسي
- اللعب الشهري
- المسحباني
- طرق الجبل
- المسيّره

## نماذج من شعر الشقر
| البدع                              | الرد                                 |
| ---------------------------------- | ------------------------------------ |
| يابيت كم لك تعذبني وأبى ينقص غار   | ياشاري العيس إلى منك شريت أنق الصغار |
| كودً صليب المعاول واللغم ينهز منه   | حل عالثلوب التي قد صرت ولها أزمنه    |
| ولابي إن كان عان الله فلابي دش مال | وإلى رميت المثل لا تأخذه وبيد الشمال |

## وصلات خارجية

### فن الصوت في شعر الشقر
- عزف لحن المجالسي مع الناي
- مجالسي
- شعر الشقر